# Station internationale de géobotanique méditerranéenne et alpine de Montpellier
La Station internationale de géobotanique méditerranéenne et alpine est une société savante vouée à la biologie de la région méditerranéenne.
La société a été créée à Montpellier en 1930.

## Les buts et les missions
Dès sa formation, le but essentiel de la station est l'étude géobotanique de la région méditerranéenne y compris son pourtour montagneux. Plusieurs travaux traitant ce sujet avaient déjà été exécutés avec le concours de la station naissante, d'autres, plus nombreux, étaient sur le chantier. Suivant une tradition inaugurée à Montpellier même, la station favorisa en particulier tous les efforts ayant pour but la représentation cartographique de la flore et de la végétation.
Elle se proposait, en outre, de recueillir et de donner des renseignements sur toute question touchant la végétation méditerranéenne et alpine (détermination des plantes critiques, bibliographie géobotanique, renseignements phytosociologiques et écologiques, etc.).
Le fonds documentaire de la Station a été légué par Mireille Braun-Blanquet, fille de Josias Braun-Blanquet au Conservatoire botanique national de Bailleul (CBNBL) en 1993. La bibliothèque a été transférée dans les locaux du CBNBL en 1994.

## Les botanistes fondateurs
Ses membres fondateurs sont :
- Auguste Chevalier, président d'honneur ;
- Jules Pavillard (1868-1961), président ;
- Pierre Allorge, vice-président ;
- René Verriet de Litardière, secrétaire général ;
- Aimé Luquet, secrétaire-adjoint & trésorier ;
- Josias Braun-Blanquet en est nommé le directeur et le restera jusqu'à son décès en 1980.

Les autres membres sont :
- Raoul Combes, qui en devient le vice-président en 1933[3] ;
- Henri Jean Humbert ;
- Georges Kuhnholtz-Lordat ;
- René Charles Joseph Maire ;
- Gabriel Tallon, ingénieur-chimiste, directeur de la Réserve nationale de la Camargue, Arles ;
- René Viguier (1880-1931), Professeur à la Faculté des sciences, Caen.

Elle reçut à sa création l’appui de prestigieux botanistes :
- Jean Beauverie, Professeur de botanique à la Faculté des Sciences, Lyon ;
- Maurice Chassagne, (1880-1963), Botaniste, Lezoux ;
- Henri Chermezon, Maître de Conférences à la Faculté des Sciences, Strasbourg ;
- Pierre Chouard, Agrégé de l'Université, Assistant à l’École Normale Supérieure, Paris ;
- Louis Emberger, Docteur es sciences, Professeur à l'École des Hautes Études marocaines, Directeur du Service botanique à l'Institut Scientifique Chérifien, Rabat ;
- Paul Victor Fournier, Docteur es sciences, Professeur au Collège Stanislas, Paris ;
- Henri Gaussen, Maître de Conférences à la Faculté des Sciences, Toulouse ;
- Gustave Malcuit, (1882-1961) Docteur es sciences, Professeur au Collège, Boulogne-sur-Mer ;
- Fernand Moreau, (1886-1979) Doyen de la Faculté des Sciences, Clermont-Ferrand ;
- Georges Poirault, (1858-1936) Docteur ès sciences, Directeur de la Villa Thuret, Antibes ;
- Georges Truffaut, Ingénieur agronome, Directeur des Établissements Truffaut, Versailles.

## Son œuvre
Les botanistes fondateurs avaient déjà développé une série de concepts qui furent rapidement admis par nombre de leurs confrères, en particulier sur les travaux Braun-Blanquet et Furrer en 1913, qui fondent la reconnaissance de l'association végétale, non sur les espèces qui dominent le paysage, mais sur l'identification  des espèces caractéristiques différentielles, celles que l'on trouve, même minoritaires, assurément dans l'association végétale déterminée. Le succès en grand, au point que l'un d'eux, dans sa thèse de doctorat, dès avant 1930, s’enflamme : « Il nous a semblé superflu, au début de ce chapitre, de rappeler la terminologie employée par l'École zuricho-montpelliéraine, ainsi que les principes d'une méthode floristique dont les résultats particulièrement féconds ont d'ores et déjà consacré la valeur. Le principe philosophique qui est à la base de cette « doctrine compréhensive et claire » a séduit les botanistes de tous pays qui, nombreux, sont venus à elle avec enthousiasme. » 
La doctrine choquait les tenants de l'approche phytogéographique qui privilégiaient l'espèce dominante, celle qui expliquait les paysages ; quelques botanistes de renom restèrent sur cette critique :
- Henri Gaussen leur reproche de négliger l'écologie des espèces étudiées ;
- Félix Lenoble qui développait un concept formationiste qui s'en tenait à l'étude purement physionomique des groupements végétaux.

La querelle entre les tenants de l'une ou l'autre des doctrines fit écrire à l'écologue Ramon Margalef, en 1968, que le débat n'était pas scientifique et, dans un regard épistémologique, renvoyait chacun à ses propres visions de la botanique et des paysages.
À partir des travaux de ses membres, il y fut créé une approche de la phytosociologie que l'on nomme aujourd'hui zuricho-montpelliéraine, sigmatiste ou sigmatique. Cette approche considère l'association végétale comme « un groupement végétal stable et en équilibre avec le milieu ambiant caractérisé par une composition floristique déterminée dans laquelle certains éléments révèlent par leur présence une écologie particulière et autonome ». Ce qui détermine l'existence d’espèces caractéristiques pour chaque association végétale. Les détracteurs de la méthode reprochent à l'association végétale stigmatiste de n'avoir qu'une existence statistique.